# Affaire des avions CASA
 (juin 2021).
CASA (Construcciones Aeronáuticas Sociedad Anónima) est une société espagnole de construction aéronautique. L'un de ses avions est le CASA C-212, avion militaire de transport.
Des avions CASA ont été commandés par la France à deux reprises. Ces commandes auraient fait l'objet de fortes commissions à plusieurs intermédiaires, dont Patrick Maugein, homme d'affaires corrézien proche du président Jacques Chirac.